# Sint-Annakerk (Breda)

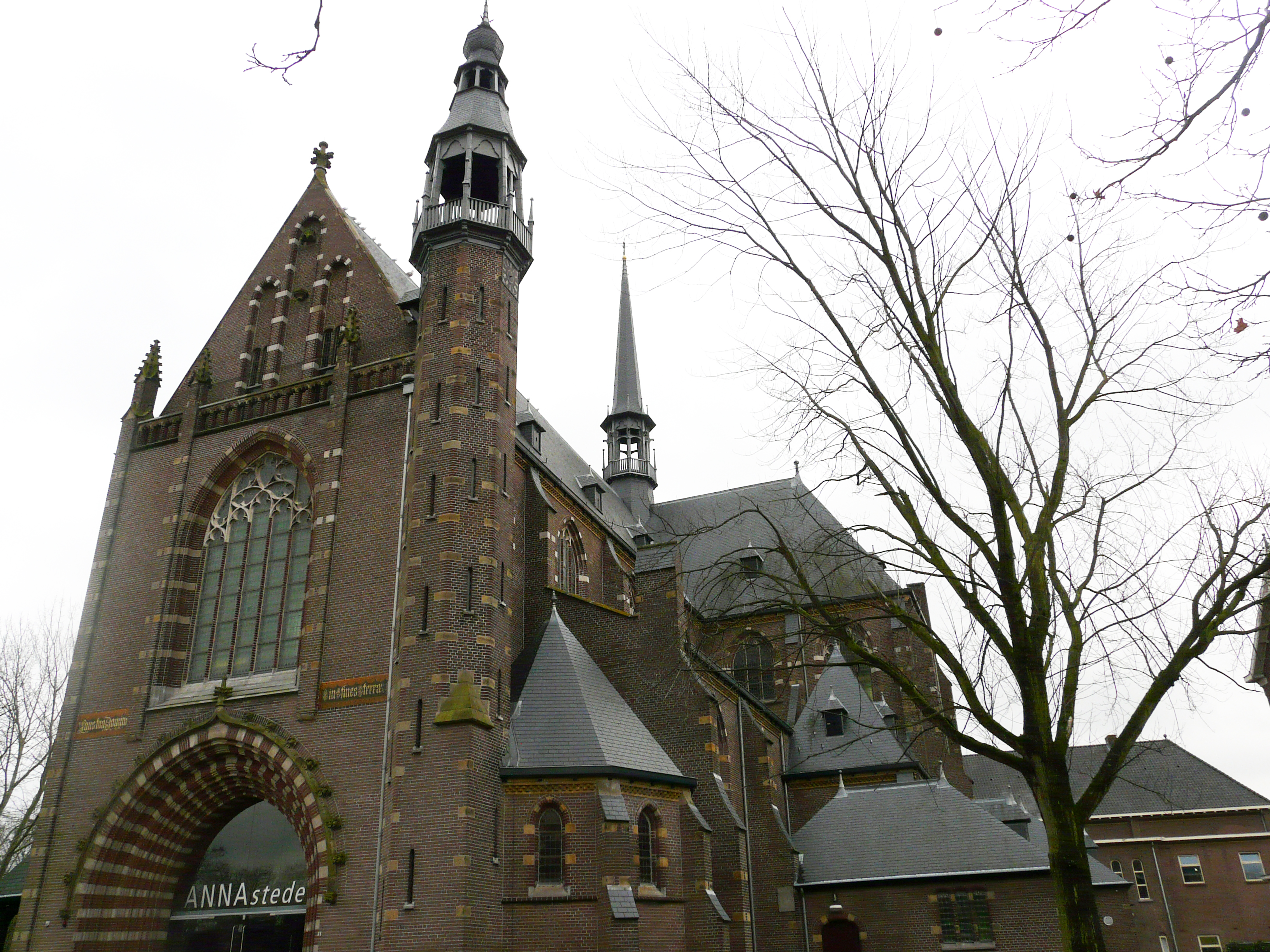
Sint-Annakerk

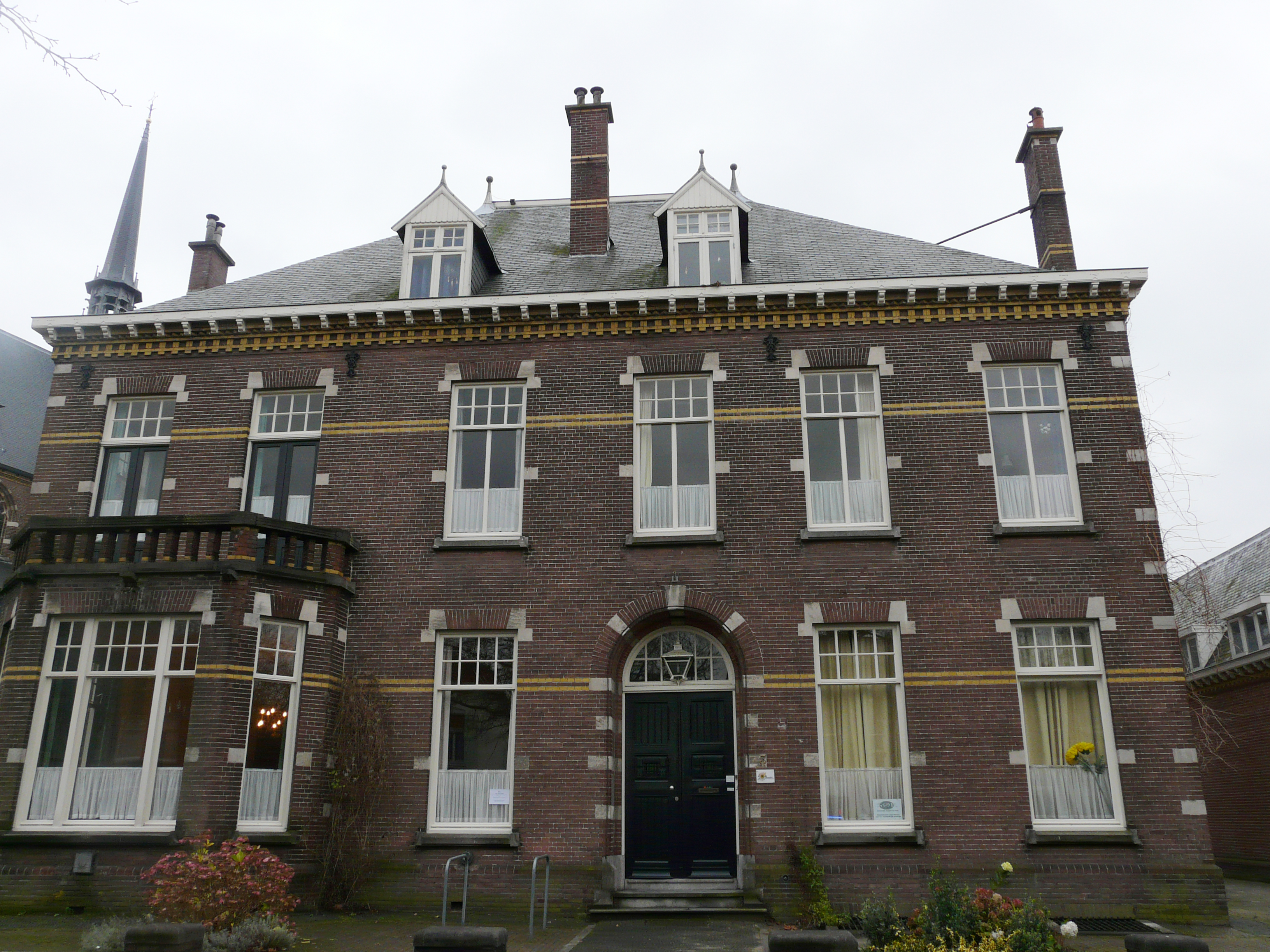
Pastorie

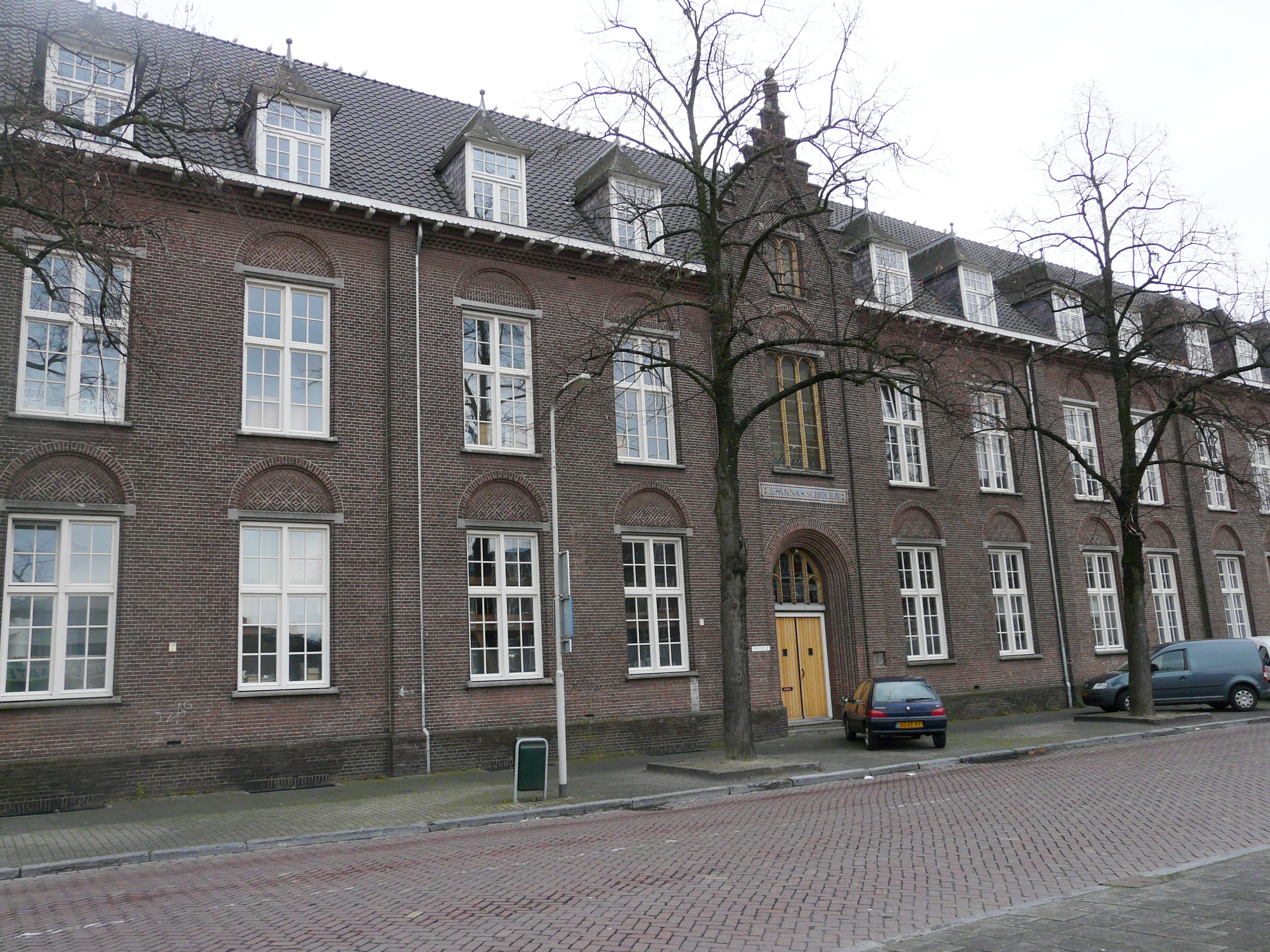
Sint-Annaschool

De Sint-Annakerk (Breda) is een kerk aan de Haagweg nabij het centrum in de wijk Haagpoort in de Nederlandse stad Breda.
De kerk behoort tot de overgangskerken. Het is een rijksmonument. Het is een neogotische kruisbasiliek met vijf beuken. De architect is Joseph Cuypers. Het heeft een spitsboogvormig portaal.
De pastorie in art-nouveaustijl werd gebouwd in 1904 door de architect F.P. Bilsen. De kerk is als zodanig niet meer in gebruik. In 2002 is het interieur omgebouwd tot kantoorruimte, de ANNAstede.

## Geschiedenis
Mgr. P. Leyten (bisschop van Breda) gaf H.M. Jos Smits op 8 mei 1902 de opdracht tot stichting van een nieuwe parochie aan de Haagweg. Op 26 april 1905 wordt de Sint-Annakerk geconsacreerd. In de volksmond werd de kerk ook wel Pastoor Smits kerk genoemd, naar pastoor Smits.

## Interieur
In het schip zijn ronde zuilen van groenkleurig marmer.
Er zijn glas-in-loodramen van Frits Geuer. Naast de Mariakapel is het Anna-altaar van wit zandsteen. De preekstoel heeft afbeeldingen van het leven van Jezus Christus. In de doopkapel is een natuurstenen doopvont.

## Omgeving
In de omgeving bevinden zich diverse scholen zoals het Zusterhuis op de hoek van de Haagweg en de Oranjeboomstraat, gebouwd in 1917 en ontworpen door Jacq van Groenendaal. Aan de zijde van de Oranjeboomstraat is de voormalige Sint-Annaschool, een school voor meisjes, gebouwd in 1920.
Tegenwoordig is naast de kerk nog de basisschool Weerijs.